# Sarcophaga africa
Sarcophaga africa (Sarcophaga (Bercaea) africa) là một loài ruồi thuộc họ Sarcophagidae. Nó là loài được biết rõ nhất trong chi. S. africa ăn các mô chết, bao gồm ốc sên và các chất thối rữa khác, và phân.
S. africa là một loài synanthropic được biết đến là nguyên nhân gây myiasis ở người và súc vật. Loài này được xem là có ích trong forensic entomology do this quality. S. africa là coprophagus, đẻ trứng trong phân và có thể nuôi từ phân người và động vật. The fly also lays eggs in decaying flesh và có thể nuôi từ chất thối rữa.